# Plicatellopsis fragilis
Plicatellopsis fragilis är en svampdjursart som beskrevs av Koltun 1964. Plicatellopsis fragilis ingår i släktet Plicatellopsis och familjen Suberitidae. Inga underarter finns listade i Catalogue of Life.